# Magnum (televíziós sorozat, 2018)
A Magnum (eredeti cím: Magnum P.I.) 2018-ban bemutatott amerikai televíziós sorozat, az 1980-as Magnum című televíziós sorozat rebootja. A sorozat alkotói Peter M. Lenkov és Eric Guggenheim, a történet pedig egy egykori Navy-Seals tiszt történetét követi nyomon, aki magánnyomozónak áll. A címszereplőt Jay Hernandez alakította, mellette szerepel még Perdita Weeks, Zachary Knighton, Stephen Hill és Amy Hill.
A sorozatot az Amerikai Egyesült Államokban a CBS mutatta be 2018. szeptember 24-én, Magyarországon az RTL Klub tűzte műsorra 2019. április 16-án.

## Cselekménye
A sorozat főszereplője Thomas Magnum, egykoron a haditengerészeti különleges hadviselésnél szolgált tengerésztiszt, aki frissen tér vissza Afganisztánból. Magnum Hawaii-ra költözik, ahol magánnyomozói karrierbe kezd baráti társaságával karöltve. A csapat tagja az egykori MI6-es Juliet Higgins, a bártulajdonos Rick és a helikopterkölcsönzőt vezető TC.

## Szereplők
| Szereplő                | Színész          | Magyar hang     |
| ----------------------- | ---------------- | --------------- |
| Thomas Magnum           | Jay Hernandez    | Varga Gábor     |
| Juliet Higgins          | Perdita Weeks    | Zsigmond Tamara |
| Orville "Rick" Wright   | Zachary Knighton | Pál Tamás       |
| Theodore Calvin (T. C.) | Stephen Hill     | Papp Dániel     |
| Teuila "Kumu" Tuileta   | Amy Hill         | Rátonyi Hajni   |
| Gordon Katsumoto        | Tim Kang         | Dolmány Attila  |

## Epizódok
| Évad | Évad | Részek száma | Részek száma | Eredeti sugárzás     | Eredeti sugárzás | Eredeti adó | Magyar sugárzás     | Magyar sugárzás      | Magyar adó                             |
| Évad | Évad | Részek száma | Részek száma | Évadbemutató         | Évadzáró         | Eredeti adó | Évadbemutató        | Évadzáró             | Magyar adó                             |
| ---- | ---- | ------------ | ------------ | -------------------- | ---------------- | ----------- | ------------------- | -------------------- | -------------------------------------- |
|      | 1.   | 20           | 20           | 2018. szeptember 24. | 2019. április 1. | CBS         | 2019. április 16.   | 2019. július 16.     | RTL                                    |
|      | 2.   | 20           | 20           | 2019. szeptember 27. | 2020. május 8.   | CBS         | 2020. június 9.     | 2020. szeptember 16. | RTL                                    |
|      | 3.   | 16           | 16           | 2020. december 4.    | 2021. május 7.   | CBS         | 2021. március 11.   | 2021. július 22.     | RTL                                    |
|      | 4.   | 20           | 20           | 2021. október 1.     | 2022. május 6.   | CBS         | 2022. június 27.    | 2022. július 22.     | RTL                                    |
|      | 5.   | 20           | 20           | 2023. február 19.    | 2024. január 3.  | NBC         | 2023. augusztus 14. | 2024. augusztus 15.  | RTL (1-10. rész) Cool TV (11-20. rész) |